# دم‌فلزی گلوآتشی
دم‌فلزی گلوآتشی یا دم‌فلزی گلوآتشین (نام علمی: Metallura eupogon) گونه‌ای مرغ مگس در تبار خورشیدفرشته‌تباران (Lesbiini) از زیرتیرهٔ خورشیدیان (Lesbiinae) و بومی پرو است.